# Nelson Chelle
Nelson Rubens Chelle Naddeo, född 18 maj 1931 i Paysandú, död 17 december 2001, var en uruguayansk basketspelare.
Chelle blev olympisk bronsmedaljör i basket vid sommarspelen 1956 i Melbourne.